# Leslie Mottram
Leslie Mottram (5 marzo 1951) è un arbitro di calcio scozzese.

## Biografia
Internazionale dal 1991, fu designato per il Campionato mondiale di calcio 1994, in cui arbitrò due partite del primo turno, Corea del Sud-Bolivia, terminata 0-0 (durante la quale concesse ben nove minuti di recupero nel secondo tempo, dopo che il suo orologio si era fermato, scatenando le proteste boliviane), e Grecia-Nigeria, vinta dagli africani 2-0.
Fu designato anche per il Campionato europeo di calcio 1996, dove arbitrò Italia-Russia, vinta dagli azzurri durante il primo turno, e la semifinale Francia-Rep. Ceca, vinta dai cechi per 6-5 dopo i rigori.
All'estero, vanta la direzione anche della finale del Campionato europeo di calcio Under-17 del 1992, la semifinale di ritorno di UEFA Champions League 1994-1995 tra Milan e  Paris St. Germain e la finale di ritorno di Supercoppa Europea nel 1995 tra Ajax e Real Saragozza.
Oltre ad aver arbitrato le partite del Campionato scozzese, nel 1996 fu ingaggiato per arbitrare alcune gare della J. League, incarico mantenuto fino al 2001, quando decide di abbandonare l'attività.